# Warframe
Варфрејм (енгл. Warframe) је бесплатна игра акционих улога, пуцачина из трећег лица за више играча на мрежи коју је развио и објавио Digital Extremes. Први пут објављен за Windows персоналне рачунаре у марту 2013, касније је пренет на PlayStation 4 у новембру 2013, Xbox One у септембру 2014, Nintendo Switch у новембру 2018, PlayStation 5 у новембру 2020 и Xbox Series X/S у априлу 2021. Подршка за повезану игру на више платформи објављена је 2022. Подршка чувања на више платформи, као и порт за мобилне уређаје, планирано је за 2023. Игра је у стално отвореној бета верзији.
У Варфрејму-у, играчи контролишу чланове Tenno-a, расе древних ратника који су се пробудили из векова суспендоване анимације далеко у будућност Земље да би се нашли у рату у планетарном систему са различитим Faction-има. Tenno користе свој моторни Варфрејм заједно са разним оружјем и способностима да иѕврше мисије. Иако многе мисије игре користе процедурално генерисане нивое, игра такође укључује велике области отвореног света сличне другим масовним онлајн играма за више играча, као и неке мисије специфичне за причу са фиксним дизајном нивоа. Игра укључује елементе пуцања и melee играња, паркура и играња улога како би се омогућило играчима да унапреде свој Tenno уз побољшану опрему. Игра укључује елементе играча против окружења и играча против играча. Подржавају микротрансакцијe, које омогућавају играчима да купују предмете у игри користећи прави новац, али такође нуди могућност да их зараде без икаквих трошкова кроз трампљење са другим играчима.
Концепт за Варфрејм је настао 2000. године, када је Digital Extremes започео рад на новој игри под називом Dark Sector. У то време, компанија је била успешна у подршци другим програмерима и издавачима и желела је да развија своју игру у компанији. Dark Sector је претрпео неколико одлагања и на крају је објављен 2008. године, користећи почетни костур игре, али далеко другачији од првобитног плана. До 2012. године, након успеха бесплатних игара, програмери су узели своје раније идеје Dark Sector-а и уметничка средства и све искористили у њиховом новом пројекту, сада објављеном "Warframe"-у.
У почетку, раст Варфрејма је био спор, ометан умереним критикама и малим бројем играча. Од објављивања, игра је доживела позитиван раст. Игра је један од најуспешнијих наслова компаније Digital Extremes, са скоро 50 милиона регистрованих играча до 2019. године.

## Дешавање
Смештен у будућност, играчи контролишу чланове Тенноа, расе древних ратника који су се пробудили из миленијумског криосна док се поново буде на Земљи без сећања на своју прошлост. У систему порекла (термин у игри за Сунчев систем), они се налазе у рату са Гринирима, матријархалном расом милитаризованих и пропалих људских клонова изграђених на металу, крви и рату; Цорпус, мега-корпорација са напредном роботиком и ласерском технологијом изграђеном на профиту; Заражене, унакажене жртве Тецхноците вируса; Корумпирани, испрани мозак Гринеер, Цорпус и Инфестед јединице које бране древне куле Орокин; и Сентиенти, раса машина које се самореплицирају које је направила давно умрла трансљудска раса позната као Орокини. Лотус, Теннов мистериозни водич, помаже играчу у тешким ситуацијама, као и даје наговештаје који му помажу да победи непријатеље. Да би узвратили, Тенно користе биомеханичка одела, истоимене Варфрејмове, да каналишу своје јединствене способности.
Све фракције које се сусрећу у игри, укључујући Тенно, створене су од стране или су отцепљене групе старог Орокинског царства, за које Тенно сазнаје да је била древна пала цивилизација и бивша владајућа сила у систему порекла. Иако је већина њих већ одавно мртва до времена буђења Тенноа, њихово дуготрајно присуство се још увек може осетити у целом систему порекла. Пре њиховог пада, Орокини су схватили да систем порекла постаје опасно исцрпљен ресурсима, а њихово решење да одрже своје царство у животу било је колонизација нових звезданих система. Орокин је слао колонијалне бродове кроз Празнину, транс-димензионални простор који је омогућио брзо путовање између звезданих система. Такође су унапред послали Сентијенте, да први стигну у ове системе и терраформишу их, како би колонисти стигли у баштенске светове, способни да подрже људски живот. Ниједан од ових стамбених бродова се није вратио, а они које су натоварили Сентиентима вратили су се са Сентиенти који су сада одлучили да збришу Орокин, што је довело до Старог рата, стварања Тенноа и коначно, колапса Царства.

У игри „Други сан“ мисије, која је представљена у децембру 2015., играч открива да је Лотус Сентиент познат као Натах, који се побунио против Сентиента да би заштитио Тенно, желећи да има своју сурогат децу након што је изгубила способност да се размножава. Лотусов отац, Хунхов, шаље осветољубивог убицу званог Сталкер у Луа (остаци Земљиног Месеца), који је Лотус сакрио у Празнини, да пронађе његову тајну. Лотус шаље Тено тамо да заустави Сталкера, стижући прекасно јер Сталкер открива ентитет који је Лотус заштитио: људско дете познато као Оператор, који је прави Тенно који контролише Варфрејмове током игре. Оператер је једно од неколико људске деце која су преживела пролазак брода колоније Зариман Тен Зеро кроз Празнину, сви одрасли су полудели од његовог путовања. Када се брод вратио у Орокиново царство, сва деца су била успавана хиљадама година, наџивевши пад Царства, да би их Лотус пронашао и постао Тенно (Тенно скраћеница за „Десет нула“ од назив брода). Моћ Празнине дала је овој деци моћ Трансфера да могу да контролишу Варфрејмове, чинећи их моћним оружјем у борби против текућих сила у систему порекла. Од овог тренутка па надаље, играч може да учествује у мисијама и као Варфраме и као Оператор.
Током разних ажурирања, разне потраге су пуштене након Другог сна који елаборира причу. Потрага „ The Вар Витхин“ представила је Гринир краљице, владаре Гринира, и њихову тврђаву Кува засновану на астероидима, дајући Оператеру могућност да потпуно самостално делује као други ентитет за игру, а не као напад за једнократну употребу. Потрага би касније представљала фигуре као што су „Човек у зиду“, мистериозни ентитет, вероватно из Празнине, који преузима лице онога ко их види, најчешће као Оператор који се може играти, и Баллас, један од последњих живих Орокина, за које се претпоставља да је одговоран за креирање Варфрејмова.

## Игра
Варфраме је акциона игра на мрежи која укључује елементе пуцачина, РПГ-а и стелт игара.
Играч почиње са тихим псеудо-протагонистом у облику антропоморфне биомеханичке борбене јединице под називом 'Варфраме' која поседује натприродну агилност и посебне способности, избор основног оружја (примарног, секундарног и мелее) и свемирског брода названог 'Орбитер ', који има А.И. под именом 'Ордис' који ће позвати играча као 'Оператор'. Примарни циљ играча од ове тачке је да истражи систем порекла. Касније у току игре, играч откључава могућност да стекне директну контролу над 'Оператором', који је прави Тенно протагониста у физичком облику (и више није тих). Оператер се може физички манифестовати у окружењу пројектовањем из Варфрејма, нестати поновним успостављањем контроле над њим (процес који се зове 'Трансфера'), и поседује сопствене способности. Након тога, Оператор може да се пребаци у већу, чисто механичку борбену јединицу под називом 'Нецрамецх', која је технолошки претеча Варфрејмова. Играчи могу да учествују у борби у свемиру користећи помоћну борбену платформу под називом 'Арцхвинг', постављену на Варфраме, који долази са јединственим скупом способности. Нецрамецхс и Арцхвингс (у свемирској борби) не користе Варфраме оружје, већ тешко оружје које се зове 'Арцхгунс', које се може надоградити да би га користили Варфрејмови. Крајем 2019. године, у игри је уведено ажурирање које омогућава играчима да пилотирају и управљају посебним свемирским бродом под називом 'Раијацк', који је борбени брод, за разлику од Орбитера. Ово је осмишљено као заједничко искуство са до четири особе које раде заједно, обављајући различите задатке како би брод одржао оперативним док уништавају непријатељске бродове. Ажурирање усредсређено на Рејџек објављено је 2021. године, које је донело проширени садржај и ново стабло вештина са циљем да соло игра буде приступачнија.
Преко Орбитерове конзоле, играч може изабрати било коју од доступних мисија за њега. Да би напредовали кроз Сунчев систем, играчи морају да заврше чворишта да би путовали на друге планете. Ови чворови имају скуп задатака који морају бити испуњени да би се приступило чворишту, где се играч суочава са НПЦ Варфраме-ом. Друге мисије се ротирају током времена као део живог универзума игре; оне могу укључивати мисије са посебним наградама и изазове заједнице како би се омогућило свим играчима да уберу користи ако их успешно испуне. На броду, играч такође може да управља свим другим функцијама за свог Тенноа, укључујући управљање својим арсеналом опреме, прилагођавање свог Варфраме-а и оружја, прављење нове опреме и приступ продавници у игри. Мисије се могу играти сами или са до четири играча на кооперативан начин између играча и окружења, и генерално се играју на насумично генерисаним мапама састављеним од „плочица“ делова мапе. Мисије имају различите циљеве, као што су пораз одређеног броја непријатеља (Истребљење), крађа података са терминала без подизања непријатељских аларма (Спи), спасавање и пратња затвореника (Спасавање) или одбрана тачака на мапи у одређеним периодима (Одбрана). Каснија ажурирања су додала три велика окружења отвореног поља у којима се могу завршити бројне награде.
Играчи могу да користе своје оружје, способности и неколико покрета у стилу паркура да би се кретали кроз и надјачали снаге унутар мисије. Пали играчи могу изабрати да се оживе највише четири пута, или их други играчи могу оживети бесконачан број пута. Када се заврше, играчи су награђени ставкама у игри, као и валутом у игри и предметима које су покупили током истраживања мапе; неуспех да се заврши мисија доводи до губитка ових награда. Поред кооперативних мисија, игра укључује садржај играча против играча (ПвП) кроз „Конклаву“ за више играча, која такође награђује играча за високо место у таквим мечевима.
Играчи и њихова опрема такође стичу искуство и напредују у мисијама; опрема са вишим нивоима подржава више 'Модова', апстрахованих надоградњи (представљених као картице у корисничком интерфејсу игре) које се могу убацити у опрему да би промениле њене атрибуте или обезбедиле предности, или понекад негативне, бонусе и способности. Непријатељи испуштају модове током мисија и могу бити део награда, и генерално се дају након дистрибуције реткости, при чему је моћније модове теже добити. Најнапреднији модови оружја, названи 'Ривен Модс', имају насумичне статистике, засноване на систему префикса/суфикса карактеристичном за АРПГ. Поред модификација, играчи имају и друга средства за побољшање своје опреме, укључујући условне надоградње под називом Арцане Енханцементс и, за неколико оружја, спајање предмета са другом те врсте како би добили супериорну верзију. Друга врста награде су нацрти опреме, који се могу користити за конструисање нових делова или оружја за Варфраме; нацрти и њихова резултујућа опрема се такође могу купити директно користећи Платинум, премиум валуту игре за коју се може трговати са другим играчима за ретке предмете у игри, или се може купити путем микротрансакција. Играчи морају да имају одређене количине грађевинских ресурса (које се налазе у мисијама и њиховим наградама) да би направили ове предмете.
Варфраме је дизајниран да буде бесплатан за играње и избегава коришћење елемената плаћања за освајање; сво Варфраме, оружје и друга некозметичка опрема могу се набавити у игри током времена кроз нормалну игру, што може укључивати брушење. Трошење валуте у игри може поједноставити и убрзати процес. Ново оружје, Варфрамес, опрема и нацрти за прављење такве опреме и козметике као што су коже и огртачи (који се називају 'Сианданас') могу се купити на тржишту, користећи или кредит, који се зарађује у игри, или платину. Неки козметички предмети се могу добити само путем плаћања у игри. Међутим, неке индиректне надоградње се могу купити само уз Платинум, као што су слотови за арсенал за Варфрејмове, оружје и одређену другу опрему, иако се могу откључати преко „Нигхтваве“ система награђивања за битке, који је потпуно бесплатан.

## Развој

### Dark Sectorкао претходник
Порекло Варфрамеа произишло је из оригиналне визије канадског студија Дигитал Ектремес за њихову претходну игру Дарк Сецтор. Пре тог тренутка, Дигитал Ектремес је био познат као студио за рад за изнајмљивање, који је радио заједно са другим студијима како би помогао комплетном развоју; ово је укључивало рад са Епиц Гамес за Унреал Тоурнамент (1999) и његовим наставцима Унреал Тоурнамент 2003 и Унреал Тоурнамент 2004. Епиц је покушао да уведе Дигитал Ектремес у свој студио, али је открио да ће бити проблема са канадском владом која је ометала спајање, па су се студији сложили да иду својим путем.
Желећи да се етаблирају као водећи студио, Дигитал Ектремес је дошао на идеју Дарк Сецтор-а, коју су први пут најавили у фебруару 2000. године, описујући игру као комбинацију „интензивних акционих елемената Унреал Тоурнамент-а са обимом и еволуцијом карактера упорне онлајн универзум“. У раним интервјуима, Дигитал Ектремес је рекао да би играња за Дарк Сецтор имала играче као ловце на главе и убице у мрачном окружењу научне фантастике, при чему би сваки лик имао награду на глави, што би их чинило метом других играча.
Студио је искористио своју визију Дарк Сецтора да покуша да обезбеди издавача, али је то само довело до више понуда за запослење. Компанија је остала у тишини о Дарк Сецтор-у око четири године, поново најављујући почетком 2004. ревидирани Дарк Сецтор, који ће сада бити модерно, научно-фантастично искуство за једног играча са елементима стелт инспирисаним серијом Метал Геар Солид и причом коју сматра се мешавином Метал Геар Солида и The Дарк Цристал смештених у свемир, у оквиру већег окружења попут оног у универзуму Дуне Франка Херберта. Већи део уметничког стила игре је објаснио француски уметник Жан Жиро, звани Мебијус. Играч-лик, који је припадао раси званој Тенно, и непријатељи би носили високотехнолошка одела која би им дала јединствене способности. Ово поновно саопштење укључивало је демо са скриптом да покажу њихову визију играња и графике игре. Игра је најављена управо када су обе прве конзоле седме генерације, Ксбок 360 и ПлаиСтатион 3, биле задиркиване, а Дигитал Ектремес је почео да тражи издавача који би објавио игре на овим платформама. Игра је добила велику пажњу на свом видео снимку, укључујући и извештавање ЦНН-а о предстојећој генерацији конзола.
Креативни директор Дигитал Ектремес-а Стив Синклер провео је око годину дана на путу након поновног објављивања Дарк Сецтора да пронађе издавача, али је већина одбила ту идеју; Синклер је рекао да већина издавача није била импресионирана окружењем научне фантастике и уместо тога их је охрабрио да промене окружење у модерно, у Другом светском рату (који је у то време био популаран због серије Цалл of Дути), па чак и на Америцан Цивил Рат. Када се Синклер вратио у студио, покушали су да прераде поставку, чак су покушали и у жанру суперхероја, без среће. Ствари су биле компликоване јер су такође покушавали да развију свој мотор, Еволутион енгине, да подрже игру и нове конзоле, пребацујући се са познатог Унреал Енгине-а. На крају, Дигитал Ектремес је избацио већину елемената научне фантастике и померио игру ка више Ресидент Евил сурвивор-хорор приступу. Дигитал Ектремес је задржао један елемент оригиналног концепта за објављену игру, а то је протагониста по имену „Тенно“. The Дарк Сецтор објављен 2008. године био је далеко другачији од њихове оригиналне визије. Дарк Сецтор је добио просечне критике и није био велика финансијска добит за студио, што их је довело до тога да раде за изнајмљивање у наредне четири године, укључујући БиоСхоцк, БиоСхоцк 2, Хомефронт и Тхе Даркнесс 2.

### Производња
Око 2011. године, Дигитал Ектремес су се борили за уговоре о запослењу. Иако је студио био приморан да изда нека отпуштања, у то време је још увек било око 250 људи. Поново тражећи да развију свој ИП и да покушају да искористе раст бесплатних игара, Дигитал Ектремес се осврнуо на оригинални концепт Дарк Сецтор-а из 2004. године и покушао да га развије као бесплатну игру. Ова одлука је донета почетком 2012. и захтевала је од тима да направи прототип у року од једног до два месеца, пошто су Синклер и извршни директор компаније Дигитал Ектремес Џејмс Шмалц намеравали да продају игру издавачима на Конференцији програмера игара те године у марту 2012. 9] Узели су неколико средстава из напуштеног концепта из 2004. и развили ово као Варфраме. У ГДЦ-у, Синклер и Шмалц су открили да су издавачи још увек хладни према тој идеји: западни издавачи нису били одушевљени окружењем научне фантастике, док га је велики неименовани корејски издавач упозорио да ће „пропасти“ јер западни програмери нису знали како да правилно подрже бесплатно- игре за играње са квалитетним садржајем. Још једна забринутост коју су изнели ови издавачи била је да је Варфраме био заснован на игрици играч против окружења, која се значајно разликовала од других бесплатних наслова у то време који су углавном били играч против играча. Обесхрабрени, вратили су се у студио и одлучили да сами издају Варфраме. Направили су верзију игре која се може играти, у то време познату као Лотус за око девет месеци. Поред тога, студио је развио неопходну серверску архитектуру да подржи игру и микротрансакциони систем који су за њу замислили.

## Статус

### Оригинално издање
Варфраме је јавно објављен у јуну 2012. године, а затворена бета верзија покренута је у октобру 2012. године. Повратне информације играча помогле су да се побољша структура игре. Рана промена у бета верзији почетком 2013. била је њихова шема монетизације како би се избегли сценарији плаћања за победу. На пример, у почетку је сваки Варфраме имао стабло вештина које је играч могао у потпуности да откључа кроз мисије и стицање искуства. Проширена верзија стабла је била доступна ако је играч увећао Варфраме предметом у игри, а затим се могао купити само путем микротрансакција. Када су се играчи пожалили на ову функцију, уклонили су елементе паи-то-вин и усвојили мантру да игра буде бесплатна, захтевајући да играчи не морају да троше новац да би добили предмет у игри. Да би подржали игру, позајмили су идеју да понуде на продају „Оснивачеве пакете“ који би давали предмете у игри и валуту, идеју која је успешно коришћена на Кицкстартер пројектима.
Дигитал Ектремес-у је било тешко да привуче пажњу штампе јер су око 2012–2013. новинари о игрицама обично избегавали бесплатне игре. Неповољна поређења су направљена са Дестинијем, дуго очекиваним насловом који треба да изађе 2014. године, што је такође укаљало присуство Варфраме-а. Заједно са малим бројем играча, Дигитал Ектремес нису били сигурни колико дуго могу да наставе да подржавају игру. Међутим, Дигитал Ектремес је открио да имају малу, али посвећену групу играча који су се ухватили за наслов, купујући игру преко Фоундер'с Пацкс, говорећи својим пријатељима о игри и комуницирајући са програмерима како би пружили повратне информације које су интегрисане у дизајн игре. Даље, открили су да када су популарни стримери попут ТоталБисцуит-а покрили бета верзију, привукли су више играча у игру.
Отворена бета верзија за Варфраме покренута је у марту 2013. за Виндовс платформу, са игром доступном са њихових серверских система. Варфраме је објављен у исто време када је студио такође завршавао развој игре Звездане стазе из априла 2013. како би се повезао са издавањем филма Звездане стазе у таму. Игра Звездане стазе је била критикована, што је довело до финансијских потешкоћа у студију и приморало их да отпусте програмере. Сам Варфраме није био критичан хит код публикација о игрицама, добијајући просечне критике; како је ИГН рецензирао 2013. године, игра је била „забавна, али помало бљутава“.
Дигитал Ектремес је планирао да изда Варфраме и за ПлаиСтатион 4, али та конзола није била доступна све до новембра 2013. године, па су, како би покушали да добију више играча, одлучили да понуде игру на Стеам-у, што је додатно повећало базу играча. ] Неколико дана након лансирања Стеам-а, Дигитал Ектремес је био у могућности да почне да прикупља довољно средстава да одржи одрживост студија. Верзија за ПлаиСтатион 4 је објављена на представљању конзоле у новембру 2013. Ксбок Оне верзија игре је лансирана 2. септембра 2014. године. ПС4 верзија је портована у Јапан 22. фебруара 2014. након чега је уследила верзија за Ксбок Оне 2. септембра 2014. године.

### Вечита бета[3]
Када је игра постала профитабилна, Дигитал Ектремес се нашао у позицији да треба да генерише садржај за игру како би одржао своју публику. Пошто су током овог процеса задржали своје особље од 250 људи, могли су брзо да прошире садржај и убрзо су ангажовали још 250 програмера за Варфраме. Унос заједнице био је кључан за Дигитал Ектремес за нови садржај и побољшања. Једна велика промена након објављивања је ажурирање система кретања игре, под називом „Паркоур 2.0“, које је објављено 2015. Пре тога су открили да играчи откривају начине да брзо прелазе нивое помоћу трика познатог као „коптеровање“ користећи специфично оружје, Варфрејмови и надоградње. Путем Дигитал Ектремес-а су сматрали да су ови покрети разбијање игре и размишљали о потпуном уклањању способности, схватили су да играчи воле да имају на располагању овакве егзотичне потезе и тако су креирали Паркоур 2.0 систем који, истовремено обуздавајући колико ови потези могу бити опсежни, у потпуности подржава тип нинџа покрета које су играчи желели. Други пример је била краткотрајна функција која је омогућавала играчима да потроше малу количину премиум валуте у игрици Платинум да би добили насумичне боје коју су могли да користе за прилагођавање. Играчи су негативно реаговали на ово, јер су неки сматрали да је потребна велика количина платине да би добили боју коју су желели. Дигитал Ектремес је уклонио овај насумични фактор и уместо тога додао средства за директну куповину таквих опција прилагођавања.
Студио је сматрао да је важно редовно објављивати нови садржај како би задржао ток прихода од игре. Такође су се суочили са проблемом да разумевање свих система Варфраме-а захтева одређену посвећеност играча, а играчи који су сматрали да је то превише би се испрали након неколико сати.
2014. године, Дигитал Ектремес је купила кинеска инвестициона компанија Леиоу. Леиоу од тада обезбеђује неопходна финансијска средства за развој Дигитал Ектремес-а, али има мало утицаја на правац у ком ће програмери кренути за Варфраме.
Програмери намеравају да заувек задрже игру у бета стању.

### Nintendo Switchи конзоле девете генерације
Верзија за Нинтендо Свитцх је најављена у јулу 2018. и пренета је од стране Паниц Буттон-а, а објављена је 20. новембра 2018. године. Различите верзије Варфраме-а тренутно подржавају игру на више платформи ограничену функцијама, без могућности преноса налога. Међутим, са сваким издањем конзоле, Дигитал Ектремес пружа привремени прозор који омогућава играчима на Виндовс-у да копирају и пренесу своје налоге у верзију за конзолу; они постају засебни налози који напредују одвојено на Виндовс-у и на конзоли.
Од децембра 2020. године, Леиоу је купила кинеска компанија Тенцент за посао од 1,5 милијарди долара што значи да је Дигитал Ектремес сада у власништву кинеске компаније која такође има уделе у Епиц Гамес, Ацтивисион Близзард и Убисофт. Унутар заједнице Варфраме-а, појавили су се гласови забринутости због куповине и могућег мешања Тенцента у наставак игре. Дигитал Ектремес је објавио изјаву у којој објашњава договор и последице и уверава да ново власништво неће утицати на игру.
Дигитал Ектремес је најавио да ће донети Варфраме на ПлаиСтатион 5 и Ксбок Сериес Кс и Сериес С након њиховог објављивања 2020. године.
Дигитал Ектремес је имплементирао функционалност играња на више платформи на свим платформама рачунара и конзола, планирајући подршку за функционалност унакрсног чувања како би се омогућило корисницима да играју свој исти налог на било којој верзији. Поред тога, они ће такође планирати да издају мобилне верзије Варфраме-а у исто време.

## Експанзије
Од свог објављивања, Дигитал Ектремес је подржао Варфраме са закрпама и проширио игру кроз велика ажурирања. Ова ажурирања су укључивала велике промене у игри, као што је његов борбени систем „Мелее 2.0“ да би играчима пружио шири спектар борбених потеза, додатне планете и мисије, елементе приче, ограничене временске и сезонске догађаје и нове режиме играња, уз редовне додатке нових Варфраме-а, оружја и друге опреме за набавку.

### Други сан
У децембру 2015, Дигитал Ектремес је објавио прву биоскопску причу Варфраме-а, „Тхе Сецонд Дреам“. Ова потрага садржи истакнуте ликове из игре и уводи нову фракцију, ужасне Сентиентс. Такође, и што је најважније, Други сан служи као „Буђење“ Теноове праве природе, као више од пуког Варфрејма, „више од човека, али некада дете, као и свако друго“. Завршетак ове потраге даје приступ новом механику игре по имену Фокус и омогућава играчу да уђе на бојно поље као они сами, привремено, кроз Трансценденце. Током Трансценденце, Варфраме је привремено деактивиран, а спектрални облик Тенноа улази на бојно поље, каналишући једну од пет Фокусних способности, у зависности од тога коју је од пет Фокусних школа играч изабрао током догађаја у мисији.

### Рат изнутра
У новембру 2016. објављена је друга кинематографска мисија Варфраме-а под називом „Тхе Вар Витхин“. Ова потрага шаље играча у потеру за Тешином, господаром и надзорником Конклаве, док је виђен како сумњичаво претражује капсуле тек пробуђеног Тенна. Праћење Тешина кроз систем порекла води до открића тврђаве Кува, масивног астероида под Гринировом контролом где живе (до сада само легенда) близанке Гринир краљице. Показано је да краљице воде порекло још из старог Орокинског царства, а откривено је да је Тешин Дакс војник, што значи да је био под њиховом командом јер су пореклом из Орокина и тако стекли способност да рукују Кува скиптром. Краљице изазивају преоптерећење на вези између Теноа и Варфрејма, приморавајући Тено да их сами потраже, полако откривајући њихове моћи Празнине. На врхунцу мисије, Тенно откључава Трансфер (који замењује Трансценденцију), способност која им омогућава да лутају независно од свог Варфраме-а по вољи, слаби старију краљицу Гринир и има опцију да је убије или „пусти је да труне“, пошто сва Гринеерова тела се временом распадају због прекомерног клонирања. Ова потрага такође уводи систем моралног поравнања у игру, са могућим опцијама Сунце, Неутрално и Месец. Ово поравнање до сада није имало никакве последице у игри, остављајући његову сврху непознатом.

### Равнице Еидолона
Ажурирање игре у новембру 2017, под називом „Плаинс of Еидолон“, додало је игрици подручје отвореног света. Равнице су полуотворени свет, у који се у почетку може приступити преко „чворишта“ по имену Цетус, насеља на Земљи где живе људи по имену Острони, а затим директно преко брода играча. Како их игра описује, Острони су „тесно повезана група трговаца и трговаца“. Ово проширење је додало игрици прво искуство отвореног света Варфраме-а, могућност да играч стекне репутацију са Остронима, споредне активности риболова и рударства, систем Боунти, који се састоји од пет мисија растуће тежине, где играч може да бира да играју било коју мисију коју желе без обзира на то да ли су претходне завршене, нова мисија под називом Саиа'с Вигил која је наградила нацрт за Варфраме Гара, више опција прилагођавања за Тенноове борбене љубимце, Кубровс (псе) и Каватс (мачке/ оцелоти), и могућност да сами Тенно рукују својим модуларним оружјем, названим Појачало (или Амп, скраћено) као и још једно модуларно сечиво звано „Зав“. Коначно, "Плаинс оф Еидолон" нуди нову серију борби са шефовима у игри: титуларни Еидолони. Овим титанима порекла Сентиента је потребна екстремна опрема и у већини случајева тимски рад да би се срушили за јединствене награде.

### Жртва
Ажурирање игре у јуну 2018, под називом "Жртва", додало је игрици трећу биоскопску причу. Пратећи догађаје из претходних биоскопских задатака Варфраме-а, Тхе Сецонд Дреам и Тхе Вар Витхин, Тхе Сацрифице шаље Тенно у лов широм система порекла за одметнутим Варфраме-ом познатим као Екцалибур Умбра. Ова потрага пружа увид у Умбрину прошлост, могућност да се Умбра убаци у арсенал након врхунца потраге и информације о пореклу самих Варфрејмова, одговарајући на више питања, али стварајући још више. Сацрифице такође садржи систем поравнања уведен у "Тхе Вар Витхин".

### Фортуна
Експанзија „Фортуна“ је објављена на ПЦ-у 8. новембра 2018. Ажурирање се фокусира на титуларну Фортуна Соларис Дебт Интернмент Цолони, која служи као чвориште за другу мапу отвореног света у игрици, Орб Валлис. Људи из Фортуне (познати као Соларис) били су поробљени од стране Корпуса познатог као Неф Анио који користи древне Орокин уређаје који су правили галоне расхладне течности за радну станицу и трговачки центар на Венери. Подручје се проширује на концепте уведене у Равницама Еидолона, заједно са новим активностима и могућношћу добијања возила у стилу ховерборда познатог као К-Дриве. Ово ажурирање такође додаје више модуларних ставки као што је плазма пиштољ назван „Китгун“ и роботски пратилац назван „МОА“.

### Емпирејско
Ажурирање „Емпиреан“ је откривено током ТенноЦон 2018 у јулу те године и објављено 12. децембра 2019. године. Ажурирање је омогућило играчима да конструишу Рејџек, надоградиву свемирску летелицу инспирисану ФТЛ-ом: Брже од светлости. Играчи ће моћи да добију ликове који се не могу играти да би населили брод, прилагодили брод и додали надоградње. Рејџек се може користити у већим свемирским мисијама, укључујући свемирске битке са непријатељским снагама. Поред тога, планирано је да игра добије систем сличан систему Немесис у Миддле-еартх: Схадов оф Мордор, и да садржи ликове шефова са којима би се играч борио више пута, при чему би шеф мењао своје наоружање и тактику на основу прошлих борби са играч. Емпиреан ажурирање је објављено у 3 фазе, с тим да је прва фаза објављена на ПЦ верзији игре 12. децембра 2019.

### Стара крв
Варфрамеов планирани Немесис систем је лансиран 31. октобра 2019. године, као друга фаза Емпиреан-а, а лансирање Нинтендо Свитцха је одложено за 19. новембар 2019. године. Ово ажурирање је открило непријатеља као „Кува Лича“ – некада обичног Гринировог гунђања, који је постао супервојник кроз инфузију мистичног ресурса по имену Кува. Овај непријатељ успоставља свој утицај на планете у систему порекла, гради следбенике „Тралова“ који се могу победити да би открили наговештаје како да трајно поразе Лича, краде ресурсе од играча ако заврше мисију на територији Лича и има јединствене личности, оружје, изглед и полунасумично генерисана имена и слабости, отпори и имунитет на различите врсте оштећења. Лич се може генерисати у мисијама против фракције Гринеер извођењем егзекуције на специјалног непријатеља по имену "Кува Ларвлинг". Наведена погубљења се изводе са новоуведеним специјалним оружјем по имену Паразон - малом оштрицом причвршћеном за конопац који се налази на Варфрамеовом зглобу. Паразон се такође користи за погубљење Тхраллс-а и одређених непријатеља, за мини-игру Хацкинг у игри и визуелно у неким сценама. Олд Блоод је такође представио Грендела, 42. Варфраме игре, заједно са његовим препознатљивим оружјем. Два ранија Варфраме-а, по имену Ваубан и Ембер, прилагођена су да боље функционишу у тренутном стању игре. Поред тога, систем игре "Мелее 3.0" је завршен.

### Варфрејм ревидиран
Варфраме Ревисед, велико ажурирање квалитета живота, објављено је 20. маја 2020. Иако није додало никакав нови садржај, послужило је за побољшање постојећег играња модификовањем кључних аспеката игре, као што је ревизија система Кува Лицх од стране побољшање брзине напредовања и омогућавање играчима да прегледају оружје са којим би се њихов Лич изнедрио, омогућавајући им да донесу информисанији избор о томе да ли да креирају Лича или не, поред поправљања многих грешака и проблема повезаних са играњем Раиџацка. Такође је додао кратак период нерањивости за играче након што су њихови енергетски штитови исцрпљени, као и модификовано здравље играча тако да више нису имали слабости у одређеним врстама оштећења. Један главни део ажурирања био је да је уклонио Варфрамеов контроверзни систем за самооштећење од експлозива и заменио га привременим механиком за затезање у зависности од тога колико је играч близу њихових експлозија. Самооштећење је било злогласно због своје тенденције да тренутно убија играче без упозорења, јер је било засновано на оштећењу оружја играча, које је у скоро свим случајевима било изузетно велико, што је проблем који се само интензивирао када се комбинује са скученом природом процедуралне игре. генерисани скупови плочица.

### Срце Деимоса
Треће ажурирање за отворени свет Варфраме-а објављено је преко званичног ИоуТубе канала игре 20. јула 2020. и објављено је 25. августа 2020. за ПЦ, ПС4 и Ксбок Оне и 27. августа 2020. за Нинтендо Свитцх. 46] То је прво проширење игре које је истовремено објављено на више платформи. Ажурирање додаје Деимос, један од два месеца Марса, као нову локацију за играње у оквиру Сунчевог система игре. Деимос укључује Цамбион Дрифт, заражено подручје отвореног света које је на површини мање од друге две области отвореног света, али има процедурално генерисане подземне тунеле. Слично као и ажурирања „Фортуна“ и „Плаинс оф Еидолон“, Деимос такође садржи друштвено средиште под називом Нецралиск у којем се налазе Ентрати, породица из Орокинове ере позната по стварању првих технологија које би могле искористити моћ Празнине. Упоредо са Деимосом дошло је и увођење Хелминтх система, који додаје функционалност за играче да „унесу“ нове способности на Варфрејмове, укључујући способности из других Варфрејмова. Поред тога, Хеарт оф Деимос је у игру увео Некрамехове, а то су мех одела које је направио и контролише играч који поседују своје јединствене способности. Коначно, ова експанзија је донела нека побољшања у новом играчком искуству игре, која се углавном састоји од прерађеног туторијала који укључује нови биоскопски уводни филм у режији Дана Трацхтенберга, који је први пут приказан на ТенноЦон 2019. Филм је продуцирао Дигиц Пицтурес користећи комбинацију снимање покрета и ЦГИ.

### Деимос Аркана
Варфаме-ова Деимос експанзија је објављена 19. новембра 2020. за ПЦ. Додаје ново оружје и нови Нецрамецх "Боневидов". Такође је планирано да се објави са Лавосом, алхемичарем Варфрејмом, али је одложено због Цовида. Такође је додао бројне промене квалитета живота и нове опције подешавања.
Друга Деимос експанзија Варфраме-а објављена је 18. децембра 2020. за ПЦ, а затим је објављена 21. јануара 2021. за конзолу. Ово је био једномесечни догађај након победе Тенноа и пораза Сентиентса у Операцији: Сцарлет Спеар, Ерра и Сентиентс су се повукли и сакрили. Друга инвазија Сентиента у Систему Порекла тако почиње и Орфикс Сентиент Јединице се враћају. Овог пута, научени су да надјачају Варфрејмове тако што ће применити наоружане импулсе паметно дизајниране да их онеспособе, остављајући Некрамехове као Теннову последњу опцију.
Током Операције, Натах преноси поруке Теноу, откривајући да је она та која је научила Орфикса да онеспособи Варфрејмове. Њене поруке о постављању Орпхик серије, које садрже слово праћено бројем, откривају шифру из редоследа бројева, која каже: „Умирем“.
Отац у Нецралиску на Деимосу ће имати продавницу у којој играчи могу потрошити своје зарађене Пхасиц ћелије, укључујући потпуно нови Варфраме, његову кацигу и његово оружје, нове Нецрамецх модове и козметику и предмете.

### Корпус Проксима
Експанзија Цорпус Прокима је објављена 19. марта 2021. Имала је за циљ да поједностави компоненту игре Раијацк тако што ће олакшати набавку брода са мање компоненти, елиминишући потребу за Клан Дојоом и могућност куповине комплетног Рејџек из продавница игре. Такође је укључивао додатне Рејџек мисије кроз додатне секторе/планете. Играчи би такође могли да регрутују чланове посаде за своје Раиџакове да управљају бродским оружјем или одржавају брод док је играч одсутан, као и да их обуче за специфичне задатке и да им дају своје оружје. Три нова региона Проксиме су додата систему Рејџек: Нептун, Плутон и Венера Проксима.

### Парвосове сестре
Експанзија Систерс оф Парвос је објављена 6. јула 2021. године, представљајући истоимене Сестре из Парвоса, корпус еквивалентан Гринир Кува Лицхес, који функционишу на сличан начин као и они. Сестре из Парвоса су чланице управног одбора Парвос Гранума, с обзиром на необичне моћи бесмртности које се морају разбити на исти начин као и Кува лич. Сестре су наоружане унапређеним верзијама стандардног корпуса оружја и праћене су роботским псом који служи као еквивалент Кува Тхраллс-у. Експанзија је такође увела неке промене у начин на који се играч бори са својим Личом или сестром, са непријатељем који бежи у један од региона Проксиме након што се заврши њихова секвенца „Рекуием“, захтевајући од играча да их ухвати у кратком Рејџек секвенци пре него што се укрца. њихов брод за коначну конфронтацију. Експанзија је такође представила 47. Варфраме Иарели, који има водену тему, као и специјалне „галванизоване“ модове за далекометно оружје због притужби играча да нису радили тако добро, као и њихови колеге у ближој борби у садржају високог нивоа.

### Нови рат
Експанзија за Нови рат је објављена 15. децембра 2021. Потрага за Нови рат следи након Жртвовања и увода у Нови рат. Балас, заједно са Хунхововим сином Ером, воде рат против целог система порекла, што доводи до тога да бивши непријатељи постану савезници против тешке претње, али све је изгубљено након што Сентиенти успешно успеју да сруше савез. Рађа се нова империја, по имену Нармер, и њен утицај постаје последичан. Ордис, сада са савезником, мора пронаћи Оператера и заувек окончати Баласа. Ова потрага ће отворити још питања у вези са филозофијом времена, као и одговорити на разлог зашто Оператор дугује 'Човеку у зиду'. Набавка Рејџека и Некрамеха, као и завршетак неких претходних задатака, потребни су за играње Тхе Нев Вар.

### Анђели Заримана
Додавајући текућу тему временских парадокса, Зариман се враћа систему порекла. Брод, за који се раније мислило да је уништен, сада је опсједнут спектралним ентитетима Празнине, укључујући "Анђеле", високе, хуманоидне гадости Празнине. Ово ажурирање такође ревидира неколико основних класа непријатеља, посебно Екимус непријатеље, чинећи их много отпорнијим на оштећења и свеукупно опаснијим, и дубоко мења Фоцус систем и Оператор играње како би их више интегрисали са општим играњем Варфраме-а. Тено је добио задатак од васкрсле посаде Заримана да заштити брод од преплављења ентитета Празнине и спољних освајача (трупа Корпуса и Гринира) док им помаже да саставе своја сећања на уништење оригиналног Заримановог брода. Ово ажурирање је такође представило 49. Варфраме Гире, као и јединствену класу оружја за трансформацију познатог као „Инцарнон“ оружје, уз јединствене „Воидсхелл“ козметичке скинове за Варфрамес, омогућавајући играчима да изаберу различите материјале за додатни слој прилагођавања.

### Разбијач вела
Експанзија Веилбреакер-а је објављена 7. септембра 2022. Развој садржи повратак Гринеер војника Кахл-175, који се раније могао играти током потраге за Нови рат. Након што се ослободио Нармерове контроле, Кал се, уз помоћ ћерке Ентрати и Тено, појавио као најновији херој система порекла, са намером да 'сломи Нармера' ослобађањем његових заробљеника, ометајући њихове операције и уништавајући њихове војске. Кахл се може играти током недељних „Бреак Нармер“ мисија и карактерише традиционалнији стил игре на насловној пуцачи, за разлику од брзог кретања и паркура Тенноа. Експанзија такође уводи Калов гарнизон, камп на Земљи који је Кал основао и као базу операција и као насеље за све заробљенике ослобођене током Калових мисија. Овде, играч може да прилагоди Кахл разним бојама, материјалима и деловима оклопа, као и да купује предмете у замену за залихе, трговачку валуту прикупљену испуњавањем изазова током „Бреак Нармер“ мисија. Веилбреакер такође представља Арцхон Хунтс, изазовне мисије у којима играчи морају ловити и победити Архоне, монструозне хибриде Сентиент-Варфраме створене током Старог рата, који су се раније борили као шефови током мисије Новог рата. Веилбреакер је такође направио неколико промена квалитета живота у одређеним функцијама игре, представио 50. Варфраме, Спартан инспирисан Стианак, и дистрибуирао га бесплатно на ограничено време између 7. и 21. септембра како би прославио ову прекретницу.

### Парадокс Дувирија
Дувири Парадокс је алтернативна уводна потрага за ВАРФРАМЕ, која прати путовање парадоксалног Слутача у Дувирију уместо да почне са традиционалном стазом Варфраме-а из потраге за буђење.
За играче који су почели на традиционалном Варфраме путу, Дувири Парадок постаје поново доступан када играчи добију приступ Цодек-у након завршетка Ворове награде.

## Одзив
Варфраме је добио „мешовите или просечне рецензије“ на ПлаиСтатион 4, Ксбок Оне и ПЦ-ју, док су верзије Нинтендо Свитцх и ПлаиСтатион 5 добиле „генерално повољне критике“, према веб-сајту за прикупљање рецензија Метацритиц. ] Мике Сплецхта из ГамеЗоне-а рекао је за ПлаиСтатион 4 верзију: „Ако већ уживате у играма попут Монстер Хунтер-а које захтевају да фармирате предмете да бисте направили боље, Варфраме прати исту формулу, осим са много задовољавајућом и бржом борбом.“ Међутим, од 2018. ПЦ Гамер је рекао да „Раст Варфраме-а не личи на добро неговану биљку — више личи на експеримент науке о мутантима. Системи игара су насумично спојени један на други на начине који су понекад некохерентни, али чудни шармантан свеједно.“
Игра је једна од најчешће играних игара доступних на Стеам-у. Дигитал Ектремес приписује успех наслову тиме што је Ф2П игра. Дигитал Ектремес описује игру као „невероватан успех“, пошто игра може да обезбеди и издржи велики број играча без привлачења значајне пажње других људи. Више од 26 милиона играча је играло игру од лансирања до априла 2016, а до марта 2018, пет година од њене отворене бета верзије, достигло је 38 милиона играча. Игра је имала скоро 50 милиона играча до своје шесте годишњице. У јулу 2016, Дигитал Ектремес је покренуо своју прву конвенцију посвећену Варфраме-у, „ТенноЦон“, у Лондону, Онтарио, привлачећи 1000 играча, где су објавили вести о предстојећим функцијама и ажурирањима игре. Дигитал Ектремес од тада води догађај сваке године.
Игра је номинована за „Најбољу текућу игру“ на додели награда Тхе Гаме Авардс 2017, и освојила је награду Пеопле'с Воице за „Акцију“ на Вебби Авардс 2018. Такође је био номинован за награду „Стилл Плаиинг Авард“ на додели награда Голден Јоистицк 2018, и за „Фан Фаворите Схоотер Гаме“ и „Фан Фаворите Фалл Релеасе“ са Фортуном на Гамерс' Цхоице Авардс. ] На Вебби Авардс 2019, игра је поново освојила Пеоплес Воице Авардс за „акциону игру“ и „најбољи дизајн звука“. Номинован је за „Најбољу експанзију игре“ са Емпиреаном и за награду „Стилл Плаиинг“ на додели награда Голден Јоистицк 2019.